# Paardengeul
De Paardengeul is een betonde vaargeul in het Grevelingenmeer op de grens van de provincies Zeeland en Zuid-Holland. Het water is ongeveer 1½ km lang en loopt, ongeveer zuidwest-noordoost, van het knooppunt van de vaargeul Grevelingen met de vaargeul Vlieger aan de westkant naar het punt op de vaargeul het Springersdiep aan de oostkant. De vaarweg ligt noord het eiland Veermansplaat, de vaargeul Vlieger en een ondiepte.
Het water is zout en heeft geen getij.
De vaargeul Paardengeul is te gebruiken voor schepen met CEMT-klasse III. De diepte is -5,0 tot -2,7 meter t.o.v. het meerpeil.
De Paardengeul is onderdeel van het Natura 2000-gebied Grevelingen.